# マーケットスクエアささしま
マーケットスクエアささしま（英: Market Square Sasashima）は、愛知県名古屋市中村区に立地しているショッピングセンターである。

## 概要
2005年に開催された愛・地球博のサテライト会場整備事業に企業連合体「グループファンタジア」の一社として参加した東急不動産が、名古屋市よりささしま地区中核施設ゾーンの土地を15年間の事業用定期借地権により賃借したもので、2005年3月18日に、「ラ・バーモささしま」（LA・VAMO SASASHIMA）という施設名でデ・ラ・ファンタジアの開幕と同時に運営を開始した。名称のラ・バーモとはポルトガル語で「あそこに、あの」を意味するLAと「レッツ・ゴー」を意味するVAMOSの短縮形を組み合わせた造語である。
2012年12月27日には、施設名が現在の「マーケットスクエアささしま」に変更された。
なお、当初15年間（2020年3月まで）で契約されていた事業用定期借地権は2017年3月に契約変更されており2030年2月までとなっている。

## テナント
デ・ラ・ファンタジアと同時に開業したため、万博終了でラ・バーモささしまも閉鎖したと思われて一時期客足が低迷した事がある。開業時と現在では一部のテナントが撤退したり、入れ代わっている。
2019年10月末までに一部の店舗が営業を終了し、2020年春に全面リニューアルを行った（5Fのフットサルコートのみ運営元が変わり先行して2019年11月にリニューアルした）。
5F
- ゼットフットサルスポルト名古屋駅前

4F
- 名鉄協商パーキング マーケットスクエアささしま

2F
- 109シネマズ名古屋

1F
- GiGO マーケットスクエアささしま（2022年5月10日、セガ マーケットスクエアささしまより名称を変更[4]）
- ファミリーマート マーケットスクエアささしま店
- 一番軒 ささしま店
- びっくりドンキー ささしま愛大前店
- サイゼリヤ ささしまライブ駅前店
- XR AMUSEMENT SASASHIMA（VR・ARが体験できるエンターテイメント施設。中京テレビが運営していたが[5]、2022年1月30日をもって閉店[6]）
- コメダ珈琲店 マーケットスクエアささしま店
- マクドナルド ささしまマーケットスクエア店
- GOLFLINKS NAGOYA
- Bis beauty salon
- セルフカフェ ささしまライブ店
- ドリームカプセル マーケットスクエアささしま店

## 交通アクセス
- 名古屋臨海高速鉄道西名古屋港線（あおなみ線）：ささしまライブ駅
- 近鉄名古屋線：米野駅
- 名古屋市営バス：ささしまライブ停留所
- 名鉄バス：愛知大学前停留所
- 名鉄バス ささしまウェルカムバス：ささしまライブ停留所、グローバルゲート南停留所